# Air Force United Football Club
El Royal Thai Air Force Football Club és un club de futbol tailandès de la ciutat de Bangkok.

## Palmarès
- Lliga tailandesa de futbol: 
  - 1997, 1999
- Kor Royal Cup (ถ้วย ก.) : 
  - 1952-53, 1957-1963,1967, 1987, 1996, 1997, 1999
- Copa tailandesa de futbol: 
  - 1995, 1996, 2001
- Queen's Cup de Tailàndia: 
  - 1970, 1974, 1982
- Khǒr Royal Cup (ถ้วย ข.) : 
  - 1949-1951, 1961, 1962, 1964, 1965, 1967, 1973, 1977, 1982, 1985-1987, 1989, 1991
- Khor Royal Cup (ถ้วย ค.) : 
  - 1966, 1970, 1971, 1983, 1985-1987, 1990
- Ngor Royal Cup (ถ้วย ง.):
  - 1966, 1984, 1986, 1988